# ادرایان (ویرجینیای غربی)
ادرایان، غرب ویرجینیا (به انگلیسی: Adrian, West Virginia) یک منطقهٔ مسکونی در ایالات متحده آمریکا است که در ویرجینیای غربی واقع شده‌است.

## خصوصیات
ادرایان ۴۴۱٫۰۵ متر بالاتر از سطح دریا واقع شده‌است.